# Григорьев, Фёдор Алексеевич
Фёдор Алексеевич Григорьев (8 (20) марта 1850 — 15 июня 1926, Ленинград) — русский и советский военный педагог; генерал от артиллерии (1917).

## Биография
В службу вступил в  1868 году, в 1870 году после окончании Орловского Бахтина кадетского корпуса, Павловского военного училища и Михайловского артиллерийского училища произведён в подпоручики и выпущен в 7-ю конно-артиллерийскую бригаду. В 1872 году произведён в поручики.
В  1876 году после окончания Михайловской артиллерийской академии по I разряду переведён в лейб-гвардию. В 1877 году произведён в подпоручики гвардии с назначением обер-офицером для поручений при директоре Охтинского порохового завода. В 1880 году произведён в штабс-капитаны гвардии, с 1881 года назначен инспектором классов Пиротехнической артиллерийской школы. В 1888 году произведён в капитаны гвардии, в 1893 году в полковники.
С  1901 года назначен директором  Михайловско-Воронежского кадетского корпуса. В 1902 году «за отличие по службе» произведён в генерал-майоры. С 1905 года назначен директором Первого кадетского корпуса. В 1908 году «за отличие по службе» произведён в генерал-лейтенанты. В 1917 году произведён в генералы от артиллерии с увольнением в отставку.
После 1917 года на службе в РККА, преподаватель военно-учебных заведений. Умер в 1926 году в Ленинграде.

## Семья
- Жена: Наталья Дмитриевна урождённая Прилуцкая; внучка академика К. И. Арсеньева; племянница академика К. К. Арсеньева[4].

Дети:
- Артёмий
- Юрий
- Вера